# Oswald Maes
Oswald Maes (Beselare, 13 augustus 1934 – Brugge, 21 november 2024) was een Vlaams acteur.
In 1991 speelde hij de rol van Pastoor Gantois in de miniserie De bossen van Vlaanderen. Zijn bekendste rol was van 1996 tot 2003 die van Rogerke Van De Wiele in de soapserie Thuis. Hij speelde verder gastrollen in Spoed (Renaat) en Aspe (Gust Peeters). Oswald Maes is de vader van acteur Jeroen Maes.
In 2005 kreeg hij de Cultuurtrofee van de gemeente Zonnebeke als waardering voor zijn werk in de heemkring van de gemeente.
Maes overleed op 21 november 2024 op 90-jarige leeftijd.